# ملك الماء
ملك الماء (الاسم العلمي: Inkayacu) جنس منقرض من البطريق. عاشت في بيرو خلال العصر الإيوسيني المتأخر، منذ حوالي 36 مليون سنة. وتم اكتشاف هيكل عظمي شبه كامل في عام 2008 ويتضمن ريشا متحجرا، عرفت لأول مرة أنها لطيور البطريق. أشارت دراسة الميلانوزومات والعضيات الخلوية المحتوية على الصبغيات داخل الريش إلى أنها كانت رمادية أو بنية حمراء. وهذا يختلف عن البطريق الحديث، التي لها ريش أسود وبني داكن من الميلانوزومات الفريدة التي تكون كبيرة وبيضاوية الشكل.